# خواب آب
خواب آب هفتمین و آخرین اثر سینمایی فرهاد مهران‌فر و به تهیه‌کنندگی خود اوست که درامی استوار بر هویت بومی حوزه کویر با محوریت کمبود آب و کم توجهی به تقدس آن است که می‌تواند گریبان گیر مناطق خشک فلات ایران شود.

## خلاصه داستان
با خراب شدن ماشین زمین‌شناس جوان در کویر، او که در حال شناسایی سفره‌های آب زیرزمینی است به‌آبادی متروکی می‌رسد و به راهنمایی پیرمردی که تنها ساکن آنجاست و از تخصص مرد جوان آگاه شده از دهانه یک چاه به عمق زمین می‌رود. پیرمرد راه را بر او بسته و شرط خروج او را یافتن سرچشمه‌ای می‌گذارد که به اعتقادش در عمق زمین پنهان شده‌است.

## رونمایی
خواب آب برای اولین بار در روز ۲۶ اردیبهشت ۱۳۹۵ همزمان در پنجمین جشنواره بین‌المللی فیلم سبز ایران و بازار بین‌المللی شصت و نهمین جشنواره فیلم کن رونمایی شد.

## عوامل تولید فیلم
عوامل تولید فیلم خواب آب عبارتند از:
نویسنده، تهیه‌کننده و کارگردان: فرهاد مهران‌فر – مدیر فیلمبرداری: نادر معصومی – طراح صحنه و لباس: سهیلا فرزاد - تدوینگر: شهرزاد پویا - صداگذار: آرش قاسمی – صدابردار: علیرضا دریادل - برنامه‌ریز و دستیار اول کارگردان: بهزاد جعفری مذهب - مدیر تولید: زهرا عبداللهی خراطی - طراح گریم: محمد مهدی هدایتی - مشاور فرهنگی و تولید: احمد معین قفقازی - مدیر روابط عمومی: افشین جعفری خواه
بازیگران: پیام فضلی (مهندس جوان)، مریم نحوی (دختر)، افشین جعفری خواه (دوره گرد)، مهرنوش مقیمی (مادر) و بهزاد جعفری مذهب (پدر)
و با حضور حسین محجوب در نقش تنها پیرمرد آبادی متروک.

## نامزدی‌ها و جوایز
خواب آب در اولین حضور جشنواره‌ای در جشنواره بین‌المللی فیلم سبز نامزد بهترین فیلم و همچنین بهترین کارگردانی شده است.
در چشم‌انداز آسیایی جشنواره بین‌المللی فیلم پوسان و سائوپائولوی برزیل نیز در مهرماه ۱۳۹۵ به نمایش درآمد.
در جشنواره بین‌المللی فیلم سبز برلین در آلمان برنده یکی از پنج جایزه فیلم بلند داستانی شد.